# Johan Sarauw
Johan Sarauw (født 29. september 1987 i København) er en dansk sceneinstruktør og dramatiker. Han er uddannet fra Den Danske Scenekunstskole på instruktørlinjen i 2017. Han har siden iscenesat ny dramatik af blandt andet Peter-Clement Woetmann, Tine Høeg, Magnus Iuel Berg, Nanna Tüchsen, Anna Skov Jensen, Lin Melkane, Josephine Eusebius, Johanne Petrine Reynberg, Gritt Uldall-Jessen m.fl. på de forskellige scener i landet herunder Det Kgl. Teater, Aarhus Teater, Nørrebro Teater, Husets Teater, Mungo Park, Teater Grob, Teater Får302, Bådteatret, Teater Katapult med flere. Han har arbejdet som husinstruktør på Teatret Slotsgården fra 2018-2024, hvor han senest - sammen med billedkunstner og digter Jo Hedegaard - har gendigtet klassikere af Shakespeare, Molière og Miguel de Cervantes, som siden er udgivet som 3 SKUESPIL på Forlaget Banditsved. I 2023 iscenesatte han The Insider på Edinburgh Festival Fringe (en), der vandt en "Fringe First Award" og som også spillede på Busan International Performing Arts Festival. Sarauw har desuden instrueret ny dansk dramatik på kinesisk og Holberg på kinesisk på Beijing Fringe Festival i hhv 2018 og 2023.

## Iscenesættelser
- Energi, Parkteatret, 2025
- Balladen om den løsslupne lørdagskylling, Teater hund, 2025
- Rend mig i traditionerne, Teater Vestvolden, 2024
- Et skærsommernats drøn, Teatret Slotsgården og Kunsten, 2024
- The Insider, Busan Citizen’s Hall Small Theater, Busan International Performing Arts Festival, 2024
- Obsessed, Får302, 2024
- Mascarade, Jiyun Theatre, Beijing Fringe Festival, 2023
- The Insider, Zoo Southside Theatre, Edinburgh Festival Fringe, 2023
- Don Quijote, Teatret Slotsgården og Kunsten, 2023
- Marie & Carl, DR Koncerthuset og Musikhuset Aarhus, 2023
- Misantropia, Teatret Slotsgården og Kunsten, 2022
- Ren Hang in Peace, Fotografisk Center & Galleri Image, 2022
- Fishtail, Bådteatret, 2022
- Billes Bekymring, Teater Døgdi & Teater Zebu, 2021
- Damen fra natcaféen, Teatret Slotsgården og Kunsten, 2021
- Insideren, Teater Katapult, Teater Grob & BaggårdTeatret, 2021
- Heroin, Zangenberg Teater, 2020 & Teater Får302, 2021
- George Dandin, Teatret Slotsgården og Kunsten, 2020
- De hovedløse, Mungo Park, 2020
- Den gyldne drage, Den Danske Scenekunstskole, 2019
- Tartuffe, Teatret Slotsgården og Kunsten, 2019
- A mouthful of birds, Copenhagen Stage Festival, 2019
- Cirkelfærd, Det Frie Felts Festival på Det Kgl. Teater, 2019
- Nye Rejsende, Det Kgl. Teater, 2018
- Den sidste bølge, Beijing Fringe Festival (produceret af Teater Grob), 2018
- Scapins Rævestreger, Teatret Slotsgården og Kunsten, 2018
- For enden af regnbuen, Nørrebro Teater, 2018
- Noget om helte, Nørrebro Teater, 2017
- Den sidste bølge, Aarhus Teater, 2017
- Glansbilledesamlerne, Den Danske Scenekunstskole, 2016
- Auf der Greifswalder Straβe, Den Danske Scenekunstskole, 2016
- Berghain, Husets Teater, 2015
- Le banquet finale, Husets Teater, 2015
- I I III, Koncertkirken, 2015

## Udgivelser
- 3 SKUESPIL af Sarauw/Hedegaard, Forlaget Banditsved, 2025.[3]

## Andre projekter
- Tv-tilrettelægger, sangskriver og studievært på børneprogrammet Lille Nørd på DR, 2007-2008.